# Franz Karl Lukas
Franz Karl Lukas (* 23. September 1907 in Niederösterreich; † 4. Dezember 1985 in Braunau am Inn) war ein österreichischer Maler und Bildhauer.

## Leben und Wirken
Er studierte von 1935 bis 1941 an der Akademie der bildenden Künste Wien. Nach dem Krieg kam er als Theatermaler nach Braunau. In Salzburg war er beim Wiederaufbau des Salzburger Doms beschäftigt. Anschließend lebte er bis zu seinem Tod in Braunau. U.a. war er Gildemeister der Innviertler Künstlergilde.

## Werke

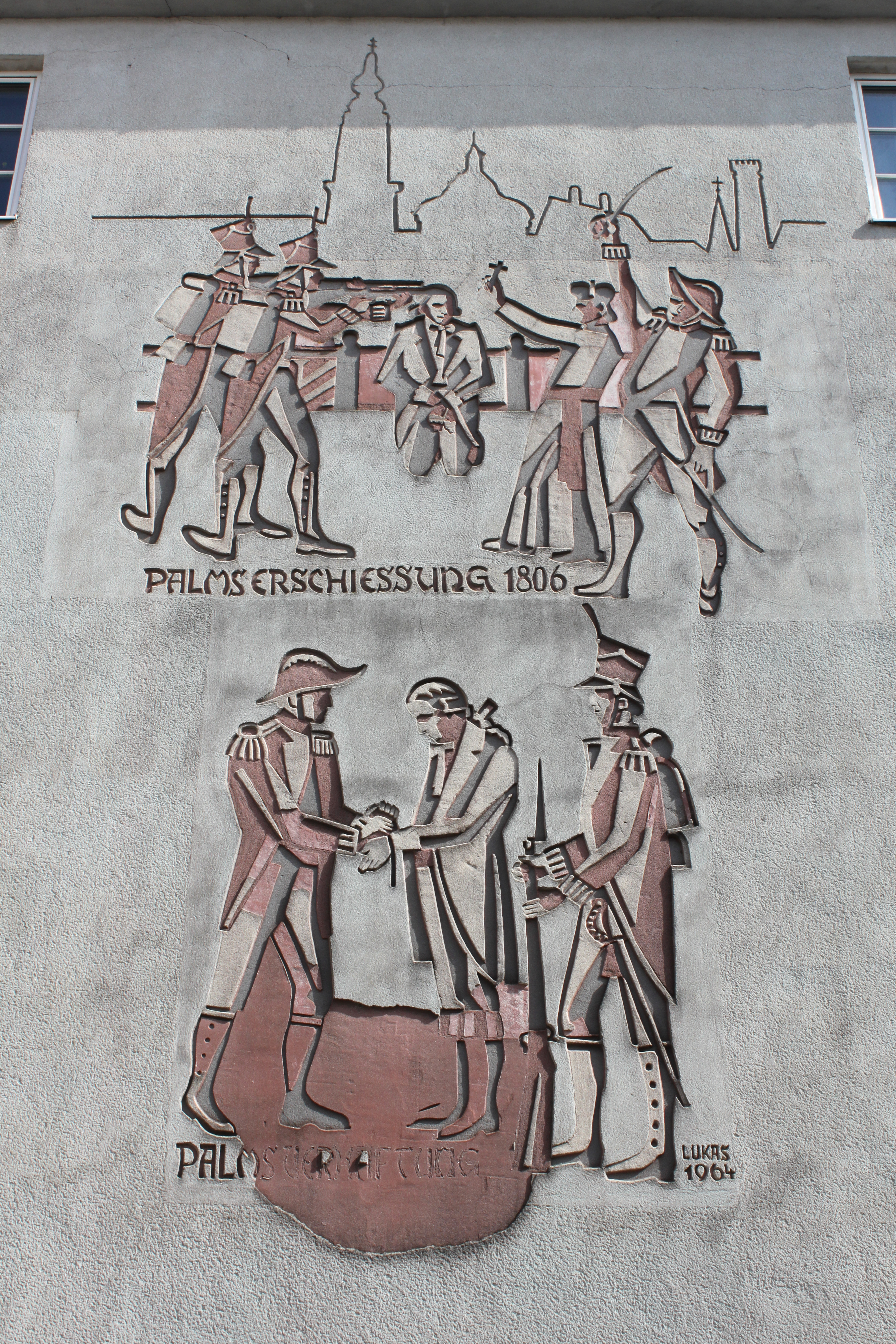
Sgraffito in Braunau (1964)

Er beschäftigte sich mit der Herstellung weltlicher und religiöser Farb-Kompositionen, darunter auch großer Sgraffiti sowie Aquarelle. Als Bildhauer schuf er große weibliche Akte, die im Bezirksmuseum Herzogsburg ausgestellt sind.
- Sgraffito Braunau vom Inn her mit einem Schiffzug auf dem Haus Stadtplatz 15 in Braunau
- Bildnis Verhaftung und Erschießung des Nürnberger Buchhändlers Johann Philipp Palm auf dem Haus Salzburger Vorstadt 1 in Braunau
- Selbstporträt im Besitz der Stadtgemeinde Braunau am Inn[1]

## Ausstellungen
- Gedächtnisausstellung Franz Karl Lukas (1907 bis 1985) in Braunau am Inn (2007)[2]
- Was Künstler aus Braunau schufen, Gemeinschaftsausstellung in Braunau am Inn (2010)

## Auszeichnungen
- Goldene Verdienstmedaille der Stadt Braunau (1975)